# Drycothaea brasiliensis
Drycothaea brasiliensis är en skalbaggsart som först beskrevs av Stefan von Breuning 1968.  Drycothaea brasiliensis ingår i släktet Drycothaea och familjen långhorningar. Inga underarter finns listade i Catalogue of Life.